# Тихие дни в Клиши (фильм, 1990)
«Тихие дни в Клиши» (фр. Jours tranquilles à Clichy) — фильм режиссёра Клода Шаброля, вышедший на экраны в 1990 году.
В основу фильма положен одноимённый автобиографический роман Генри Миллера. В 1970 году по этому роману уже был поставлен одноимённый датский фильм режиссёра Йенса Йоргена Торсена.

## Сюжет
Автобиографический роман Генри Миллера, посвящённый его сексуальным похождениям в Париже в начале 1930-х годов, дал блестящее описание исторической эпохи, атмосферы и нравов города того времени. В отличие от книги, фильм дополнен сценами, в которых рассказ ведётся от лица уже старого и больного Миллера, который пишет портрет обнажённой юной девушки, напоминающей его возлюбленную, и одновременно вспоминает о своей жизни в Париже. Молодой американский писатель Генри Миллер, которого называют Джои (Эндрю Маккарти), бежит в Париж от скуки Нью-Йорка, рассчитывая одновременно написать там эссе о Марселе Прусте. Он знакомится с эротическим фотографом польского происхождения, которого называют Карлом (Найджел Хэверс), и вместе с ним посещает дорогие бордели, модные рестораны, коктейли и вечеринки, погружаясь в атмосферу эротического декаданса с его богемным образом жизни, распутством, проституцией, порнографией и наркотиками. В определённый момент судьба сталкивает их с 15-летней провинциальной девушкой Колетт (Стефани Котта), в которую оба влюбляются и устраивают с ней шутливую двойную свадьбу. Колетт периодически появляется и исчезает из их жизни, пока однажды родители не увозят её из Парижа навсегда. Постоянная сексуальная партнёрша Джои, проститутка богемного склада по имени Нис (Барбара Де Росси) в конце концов выходит замуж за простого обывателя (Доминик Зарди), с которым уезжает в провинцию управлять сыроварней. Тем временем в Европе происходят серьёзные политические перемены, в Германии к власти приходит Гитлер. Политическое противостояние приводит к реальным террористическим актам на улицах Парижа, манифестациям и столкновениям фашистов и коммунистов. Фильм заканчивается тем, что Джои теряет Карла в толпе политических демонстрантов и приходит в свой знакомый бордель.
Отказавшись от любимого детективного жанра в хичкоковской традиции, Шаброль неожиданно для себя переносит акцент с сюжета на визуальное решение картины. В попытке передать богемно-эротическую среду 1930-х годов, он создаёт пышное и вычурное, немного театральное оформление интерьеров и ставит экстравагантные коллективные сцены в дорогих борделях. При этом фильм мало эксплуатирует эротическую тему и выполнен достаточно целомудренно, чем серьёзно отличается от одноимённой датской картины 1970 года режиссёра Йенса Йоргена Торсена, действие которой перенесено в современность, атмосфера пропитана хиппистским духом, повествование не столь мелодраматично, зато пропитано эротикой и литературностью. По своему подходу фильм Шаброля ближе художественно более состоятельной картине Филипа Кауфмана «Генри и Джун», в которой также рассказывается о парижском периоде жизни Генри Миллера и круга его друзей и знакомых.

## В ролях
| Актёр                | Роль                     |
| -------------------- | ------------------------ |
| Эндрю Маккарти       | Генри Миллер, или Джои   |
| Найджел Хэверс       | Альфред Перлес, или Карл |
| Барбара Де Росси     | Нис                      |
| Стефани Котта        | Колетт                   |
| Изольда Барт         | Аниа Регентаг            |
| Анна Галиена         | Эдит                     |
| Стефан Одран         | Ариенн                   |
| Марио Адорф          | Регентаг                 |
| Маргит Эвелин Ньютон | Бернадетт                |